# Ernesto Laclau
‎Ernesto Laclau, argentinski politolog in zgodovinar, * 6. oktober 1935, Buenos Aires, Argentina, †  13. april 2014, Sevilla, Španija.
Laclau je živel in deloval v Združenem kraljestvu. Bil je predavatelj na Oddelku za vlado (politično teorijo) Univerze v Essexu. Ukvarjal se je zlasti s področjem ideologije in diskurzivne analize. Predaval je tudi na številnih univerzah v Severni Ameriki, Latinski Ameriki, Zahodni Evropi, Avstraliji in Južni Afriki. Med drugim je sodeloval tudi s slovenskim filozofom Slavojem Žižkom. 
Laclauova najpomembnejša knjiga je Hegemonija in socialistična strategija, ki jo je napisal skupaj z življenjsko partnerico Chantal Mouffe. Njuno misel navadno opisujejo kot postmarksistično, saj sta bila oba aktivna v družbenih in študentskih gibanjih 1960. let in sta tako poskušala združiti delavski razred in nova družbena gibanja. Zavrnila sta marksistični ekonomski determinizem in pojmovanje razrednega boja kot osrednjega družbenega antagonizma. Namesto tega sta se zavzemala za radikalno demokracijo agonističnega pluralizma, kjer bi se lahko izražali vsi antagonizmi.